# یونکرس یو ۲۵۲
یونکرس یو ۲۵۲ (به آلمانی: Junkers Ju 252) یک هواگرد ترابری سه‌موتوره ساخت شرکت یونکرس در آلمان بود که اوایل دهه ۱۹۴۰ طراحی و اواخر جنگ جهانی دوم توسط لوفت‌وافه به‌کاربرده شد.

## طراحی و استفاده
هواگرد سه‌موتوره یونکرس یو ۸۸ به عنوان جایگزین یو ۳/۵۲ام طراحی شد. به هز صورت مشکل آن تمام‌فلزی بودن ساخت آن بود؛ درحالی‌که در آن هنگام آلمان با کمبود مواد اولیه راهبردی مواجهه داشت. از این رو تنها ۱۵ فروند از آن تولید شد. زان پس توجه بر یونکرس یو ۳۵۲ قرار گرفت که همان ویژگی‌ها را داشت اما از مواد با اولیت کمتر استفاده می‌کرد.

## مشخصات فنی
یو ۲۵۲:
مشخصات عمومی
- خدمه: ۴ نفر
- طول: ۲۴.۶ متر
- طول بال: ۳۴.۲۱ متر
- ارتفاع: ۵.۷۵ متر
- وزن بارگذاری‌شده: ۱۹٬۵۱۰ کیلوگرم

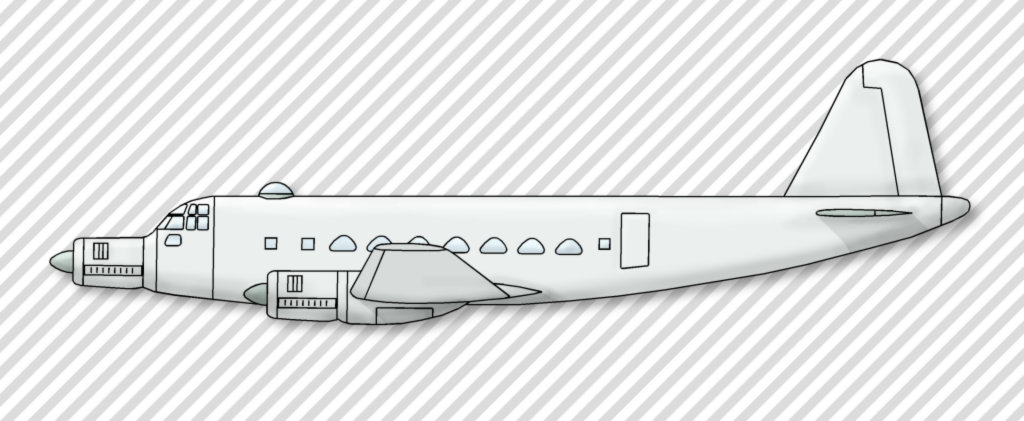

- نیرومحرکه: ۳ × موتور شعاعی ۹ سیلندر ب‌ام‌و ۳۲۳اِر-۲: هر یک ۱٬۰۰۰ اسب بخار

عملکرد
- حداکثر سرعت: ۳۷۰ کیلومتر بر ساعت در ۵٬۰۰۰ متری
- سقف پرواز: ۶٬۰۰۰ متر
- برد: ۳٬۰۰۰ کیلومتر

تسلیحات
- ۱ × توپ خودکار ۲۰ میلی‌متری در برجک سقف